# Crataegus laciniata
Il biancospino di Sicilia (Crataegus laciniata Ucria) è un arbusto appartenente alla famiglia delle Rosacee.

## Descrizione
Il biancospino di sicilia è un arbusto spinoso e contorto con un breve fusto legnoso. La corteccia è grigio-bruna. Ha una piccola chioma tondeggiante che in primavera assume una colorazione bianca. È una caducifoglia e latifoglia, alta un paio di metri.

## Distribuzione e habitat
La specie è diffusa in Spagna, Marocco, Algeria e Sicilia.
Il suo habitat è la fascia montana, da 1.000 a 1.600 metri di quota, su suoli neutri o basici.